# Mind Games (canção)
"Mind Games" é uma canção composta e gravada por John Lennon, lançada como single em 1973 pela Apple Records. Foi o single principal do álbum homônimo de Lennon. Ambos foram lançados simultaneamente em 16 de novembro de 1973 no Reino Unido. Nos Estados Unidos, chegou ao 18º lugar na Billboard Hot 100 e décimo na Cashbox Top 100. No Reino Unido, chegou ao 26º lugar.

## Composição
A canção, que foi iniciada em 1969 e pode ser ouvida nas sessões de Let It Be dos Beatles, foi originalmente intitulada "Make Love, Not War", um slogan hippie popular da época. Outra música, "I Promise", contém a melodia que mais tarde seria apresentada em "Mind Games". As demos originais de Lennon para "Make Love, Not War" e "I Promise", gravadas em 1970, estão disponíveis em John Lennon Anthology. Lennon terminou de escrever a música depois de ler o livro Mind Games: The Guide to Inner Space, de Robert Masters e Jean Houston (1972). Lennon mais tarde encontrou Masters em um restaurante e disse a ele: "Eu sou um de seus fãs. Você escreveu Mind Games."

## Posição nas paradas musicais
| Parada (1973–74)                             | Melhor posição |
| -------------------------------------------- | -------------- |
| Austrália                                    | 16             |
| Canadian RPM Top Singles                     | 11             |
| Canadian RPM Adult Contemporary              | 70             |
| Alemanha                                     | 37             |
| Japão                                        | 46             |
| Holanda                                      | 16             |
| Reino Unido                                  | 26             |
| Estados Unidos: Billboard Hot 100            | 18             |
| Estados Unidos: Billboard Adult Contemporary | 33             |
| Estados Unidos: Cash Box Top 100             | 10             |

| Parada (1973)                               | Rank |
| ------------------------------------------- | ---- |
| Canadá                                      | 106  |
| Estados Unidos (Joel Whitburn's Pop Annual) | 140  |